# Johnny Warren
Johnny Warren (17. května 1943, Sydney – 6. listopadu 2004, Sydney) byl australský fotbalový záložník. Zemřel 6. listopadu 2004 ve věku 61 let na rakovinu plic.

## Fotbalová kariéra
Byl členem australské reprezentace na Mistrovství světa ve fotbale 1974, nastoupil v utkání proti Německé demokratické republice. Za reprezentaci Austrálie nastoupil v letech 1965-1974 ve 42 utkáních a dal 7 gólů. Na klubové úrovni hrál v Austrálii za Bankstown Berries FC a St. George Budapest.